# Етінгер Лев Маркович
Етінгер Лев Маркович — радянський і український композитор.

## Біографічні відомості
Народився 29 червня 1948 р. в Астрахані. Закінчив Музично-педагогічний інститут ім. Гнесіних (1971). 
Працював з 1973 р. керівником вокально-інструментального ансамблю Палацу піонерів Подільського району Києва, а з 1979 р. — завідувачем музичної частини Київського театру ляльок.
Автор музики до театральних вистав, науково-популярних і мультиплікаційних фільмів («Кам'яні історії» (1991), «Грицеві писанки» (1995) та ін.). 
Зараз працює у Німеччині.
Член Національної спілки композиторів України.